# كلمات أخيرة

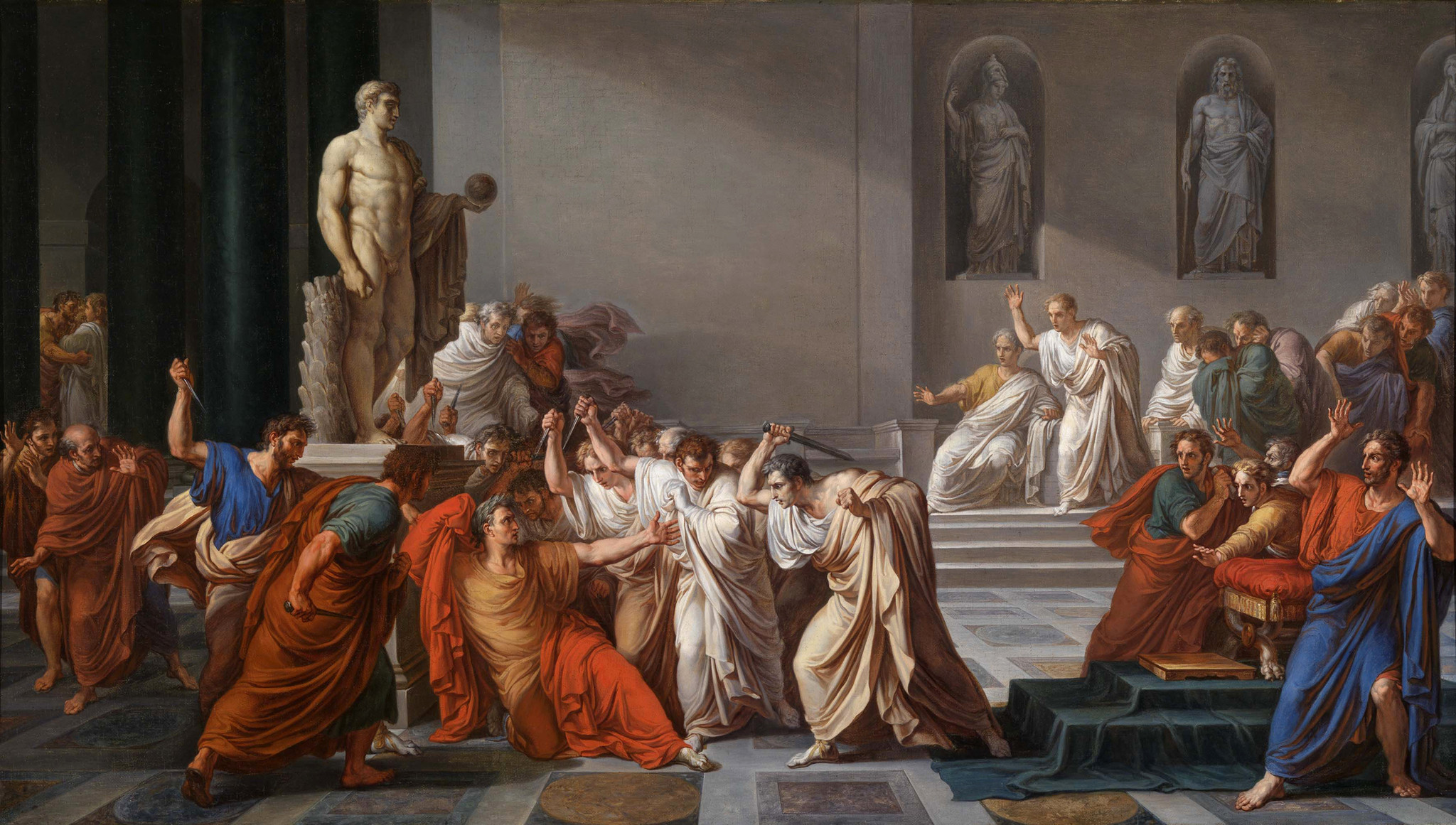

الكلمات الأخيرة أو القول الأخير هي الكَلمات الأخيرة الواضِحة للشخص، والتي يذكرها الشخص قبل الموت أو عند اقترابه منه. قد لا تدون أو تسجل الكلمات الأخيرة بشكلٍ دقيق، وقد لا تُقتبس بدقة لأسبابٍ عدة.